# Гірське (Стрийський район)
Гірське́ (до 1947 р. - Гору́цька) — село в Україні, у Стрийському районі Львівської області. Населення становить 3 тисячі осіб станом на 2024 рік. Орган місцевого самоврядування — Миколаївська міська рада.

## Географія
Розташоване на північному заході Стрийського району на потоці Летнянка, басейну Дністра. З Гірського до центру громади 26 кілометрів. Попри село проходить автодорога Щирець — Меденичі. Найближча залізнична станція за 15 кілометрів у селі Пісочна.

## Назва
Старовинна назва — Горуцька.

## Історія

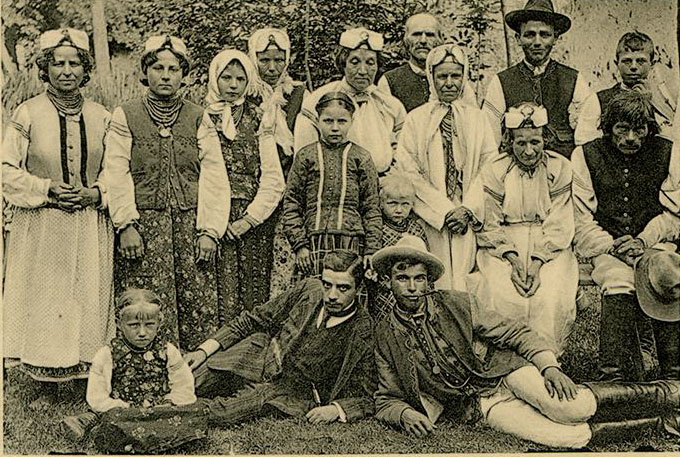

Перша письмова згадка про село датована 1499 роком.
3 червня 2007 року село відзначило своє 530-річчя.
В селі діє Гірський навчально-виховний комплекс.

## Населення

### Мова
Розподіл населення за рідною мовою за даними перепису 2001 року:
| Мова       | Кількість | Відсоток |
| ---------- | --------- | -------- |
| українська | 3063      | 99.64%   |
| російська  | 10        | 0.33%    |
| румунська  | 1         | 0.03%    |
| Усього     | 3074      | 100%     |

## Визначні люди
- професор Михайло Чорний, працівник Івано-Франківського інституту нафти і газу.
- лікар-дерматолог Рой Роман, керуючий дерматологічною клінікою в м. Самбір
- професор Марія Грушовська, співробітниця Дрогобицького педуніверситету.
- Гузик Микола Петрович — директор «Авторської школи М. П. Гузика», народний вчитель України, кандидат педагогічних наук, член-кореспондент НАПН України, член Союзу вчителів України.
- доктор біологічних наук Катерина Яцух співробітниця науково-дослідного інституту в селі Оброшино.
- кандидат біологічних наук Ольга Якуц-Дудич.
- Роман Рихаль — викладач НУ «Львівська політехніка».
- поет Олександр Козловський.
- владика Богдан (Дзюрах), ЧНІ, доктор богослов'я, єпископ Української греко-католицької церкви, 
колишній Секретар Синоду Єпископів УГКЦ, колишній керівник Патріаршої курії (адміністрації) УГКЦ.
- Кузів Іван — український греко-католицький священник, етнограф.
- Лучечко Іван — український історик з США і громадський діяч, досліджує російсько-українські стосунки, головним чином — радянського періоду, магістр бібліотекознавства.
- Яцишин Дмитро Орестович (1990—2024) — старший солдат Збройних сил України. Учасник російсько-української війни.

## Працювали
- о. Ломницький Іван — священник у Горуцькому, декан Жукотинського деканату, політичний та громадський діяч Галичини середини XIX століття, посол до Австрійського парламенту 1848 року.